# Combretum kachinense
Combretum kachinense är en tvåhjärtbladig växtart som beskrevs av George King, Amp; Prain och David Prain. Combretum kachinense ingår i släktet Combretum och familjen Combretaceae. Inga underarter finns listade i Catalogue of Life.